# Гауш, Александр Фёдорович
Александр Фёдорович (Александр Густав Адольф) Гауш (нем. Alexander Gustav Hausch; 30 августа [11 сентября] 1873, Санкт-Петербург — 7 сентября 1947, Симферополь) — живописец, график, сценограф, педагог, художник кукольного театра, меценат, профессор живописи. Писал в основном натюрморты и пейзажи.

## Биография
Родился 30 августа (11 сентября) 1873 года в Санкт-Петербурге. Отец — Фёдор Фёдорович Гауш (нем. Viktor Karl Theodor Hausch; 1845—1929), купец 1-й гильдии, потомственный почётный гражданин Санкт-Петербурга, мать — Матильда Леонтьевна, урождённая баронесса фон Гауфф (нем. Mathilde Amalie Luise von Hauff; 1846—1907).
Обучался в Реформатском училище (Санкт-Петербург) (1885—1889), в Рисовальной школе при Обществе поощрения художеств (1889—1893), у П. П. Чистякова, в петербургской Академии художеств у А. А. Киселёва (1893—1899). В 1885 году[уточнить] 2 месяца учился в Академии Жюлиана в Париже. В 1899 году получил звание художника (с правом на чин X класса и правом преподавания рисования в учебных заведениях) за картины «Под вечер» и «Ветер».
В 1894 году совершил поездку по России. Неоднократно путешествовал по Германии, Франции, Италии, Австрии; посетил Испанию (1906) и Англию (1911—1912). В августе 1897 года женился на Любови Николаевне Милиоти. С 1897 г. был постоянным участником художественных выставок.
До 1924 года жил в Петрограде в собственном доме (Английская наб., 74, т. н. Дом Гауша).
В 1904 году подготовил в соавторстве с Н. Ф. Роот учебное пособие «Рисунки русских художников» (СПб., 1904).
Один из основателей Нового общества художников (член-учредитель и секретарь, участвовал в выставках 1904-05, 1907), член объединения «Мир искусства» (с 1916, экспонент с 1911). Произведения Гауша были представлены на международных выставках в Вене (1908), Брюсселе (1910), Риме (1911), Венеции (1914), Балтийской выставке в Мальме (1914), на выставках Общества художников им. А. И. Куинджи, Товарищества южнорусских художников (1922), персональной выставке в Петрограде (1916). Выставлялся на Весенних выставках в залах Академии художеств, Союза русских художников, Общества Леонарда да Винчи, Товарищества независимых. Участвовал в выставках «Венок», «Венок-Стефанос», в Салоне В. А. Издебского. Сотрудничал в легендарном петербургском литературно-артистическом кабаре «Привал комедиантов».
С весны 1907 года участвовал в деятельности Комиссии по изучению и описанию старого Петербурга, с октября 1909 член дирекции и 1-й хранитель Музея Старого Петербурга (до 1920 года). Один из создателей Музея Города (1918). Вместе с А. Н. Бенуа оформлял «Историческую выставку архитектуры» в залах Академии художеств (1911).
Особое внимание, уделявшееся Гаушем сохранению исторического наследия, было отмечено искусствоведом Муратовым в качестве анекдота и ставилось в пример московским властям:

…Мне рассказали о благородных и заслуживающих всякого сочувствия вмешательствах в дело окраски одного петербургского художника-архитектора г. Гауша. Видя, что предпринимается окраска какого-нибудь дома, имеющего художественную ценность, г. Гауш являлся к владельцу и просил у него разрешения участвовать в деле окраски своим безвозмездным советом. Так как это не удорожало работы, домовладельцы охотно соглашались, и таким путем удалось восстановить первоначальную окраску многих петербургских зданий.— П.П. Муратов. Красота Москвы // Московский еженедельник. — 1909. — 10 октября (№ 40)
Преподавал в Сухаревской школе Женского патриотического общества (1907), художественных классах Школы народного искусства (1912-24, после 1917 — в составе Техникума кустарного искусства). После Февральской революции 1917 года входил в комиссию, занимавшуюся вопросом о Министерстве искусств, работал в спецкомиссии по художественной промышленности и кустарному делу. После Октябрьского переворота преподавал в различных учебных заведениях Петрограда. Сотрудничал в петроградском «Доме искусств». В начале октября 1918 года был приглашен Шагалом в Витебск «в качестве хранителя организуемого музея», как о том сообщала газета «Витебский листок», но предложение не принял. Участвовал в Первой государственной свободной выставке произведений искусств (1919), выставке петроградских художников всех направлений (1923) в Петрограде, Первой русской художественной выставке в галерее Ван Димена в Берлине (1922), передвижной выставке русского искусства по США (1924—1925), выставках Художественного общества им. К. К. Костанди (1925-29) в Одессе и других.

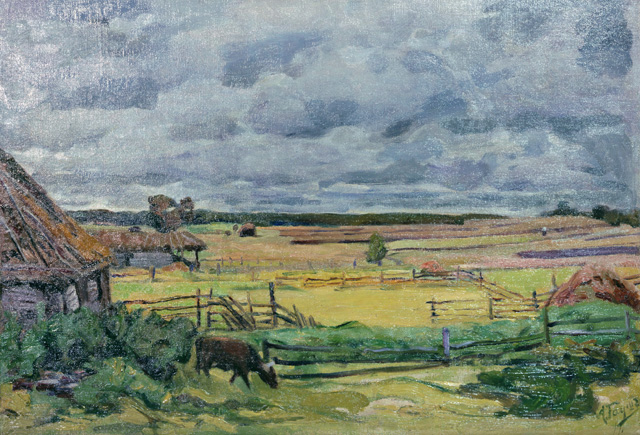
Дождливый день, 1900
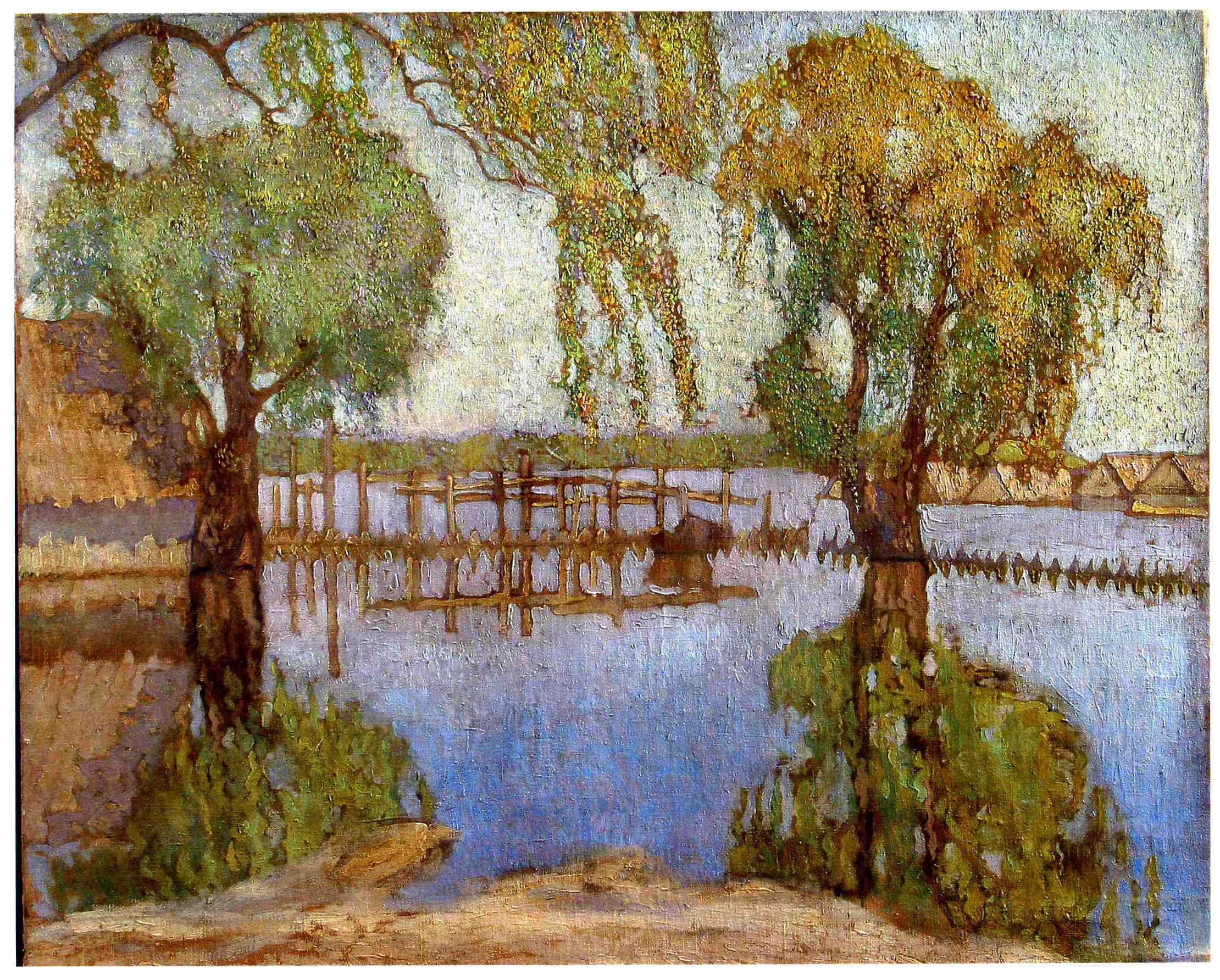
Большая вода, 1900-е
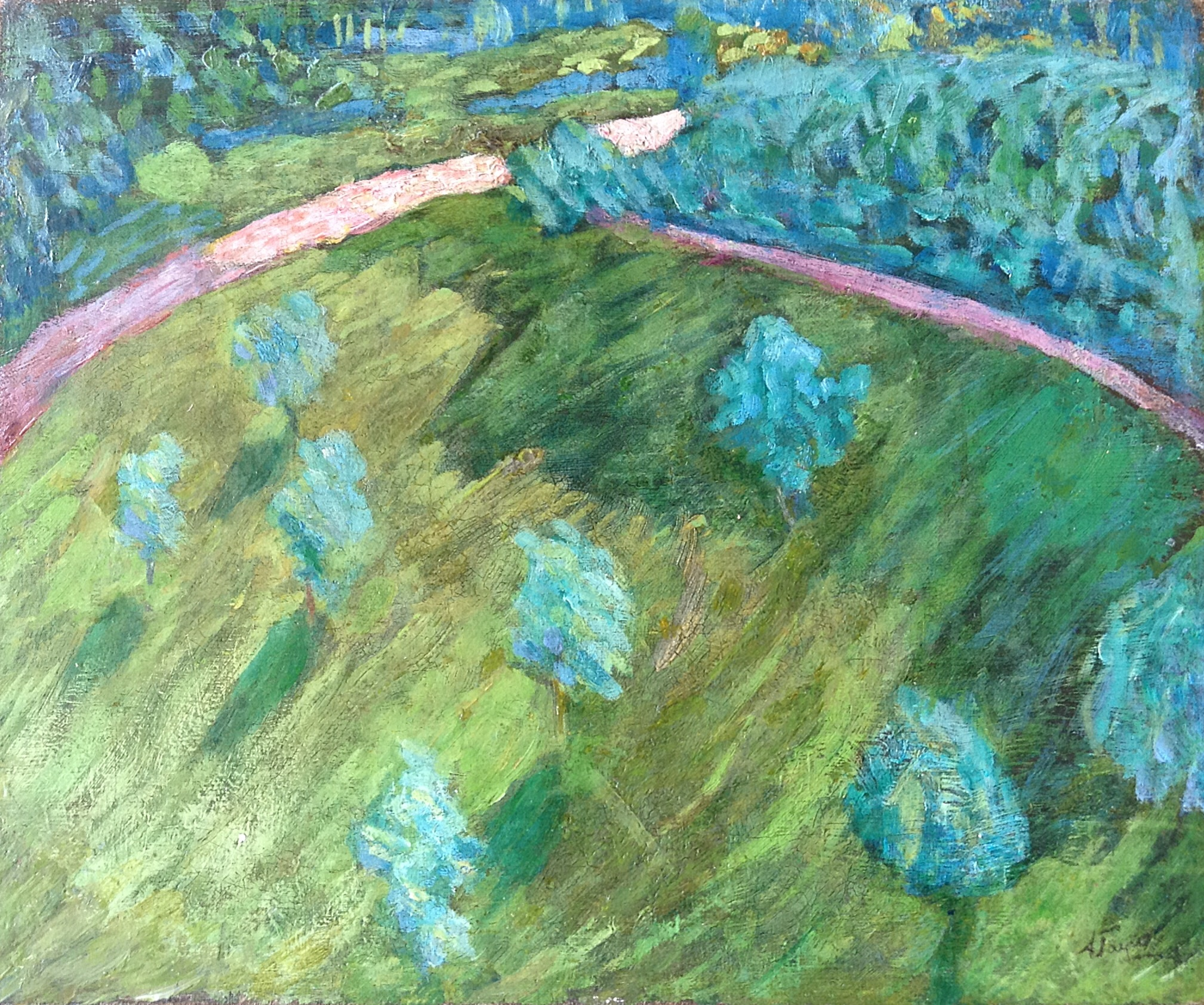
Сад из окна, 1908
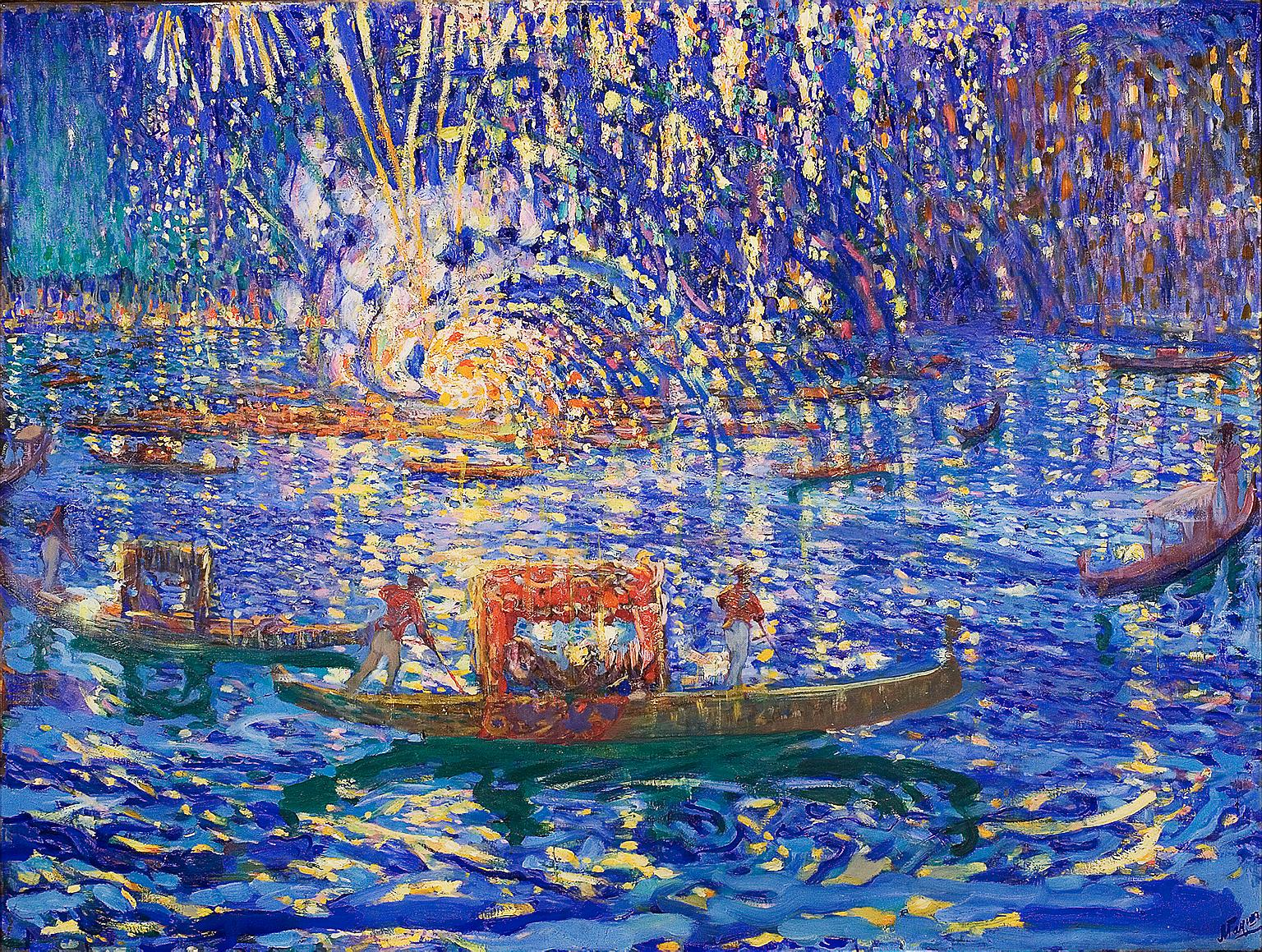
Фейерверк, 1910

Особое место в жизни Александра Федоровича занимало увлечение кукольным театром: в 1916 году в его собственном доме в Петербурге состоялся первый спектакль театра марионеток, на котором присутствовали Александр Блок и Анна Ахматова; в 1916 году, вместе с товарищами по объединению «Мир искусства» (М. Добужинский, Н. Калмаков, С. Маковский, П. Сазонов), состоял в художественном совете Петроградского театра марионеток Ю. Слонимской; принимал участие в создании спектакля «Силы добра и волшебства»; в 1924 Гауш выступил одним из организаторов Театра Петрушки (ныне театр им. Е. Деммени в Санкт-Петербурге). Страсть эта передалась и сыну художника — Юрий Гауш (1900—1983) стал известным драматургом кукольных театров, автором пьес «Наш цирк», «Негритенок Том», «Набат», «Веселый портняжка» и многих других.

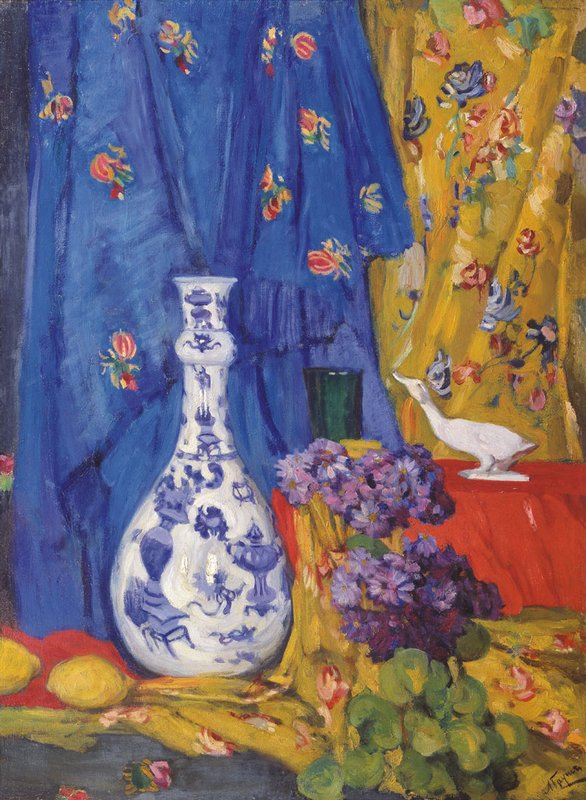
Китайская ваза, 1915—1916

В 1924 году Александр Федорович с супругой, художницей Любовью Николаевной Милиоти (1877—1943), переехали на юг (из-за ухудшающегося состояния здоровья Любови Николаевны). Сперва, с 1924 по 1928, они живут в Севастополе, затем, в 1928—1935, — в Одессе. С 1939 — в Ялте, Симферополе. Член объединения «Всекохудожник» (1931), Союза советских художников Крыма (1941). Преподавал в художественных школах Севастополя и Одессы — Художественном институте (1928-34, профессор с 1928) и Художественном училище (1934-38). Известны живописные портреты Александра Гауша, выполненные Д. Н. Кардовским (1906) и супругой Гауша (1920-е гг.).
С приходом войны супруги оказались на оккупированной территории, в Ялте. В блокадном Ленинграде погибла старшая дочь Вера. В 1943 году Александр Федорович и Любовь Николаевна уехали в Австрию, где жили дальние родственники Гауша. По окончании войны, похоронив супругу в Австрии (точная дата смерти и место захоронения неизвестны), Гауш, пройдя фильтрационный лагерь, возвращается в СССР и селится в Симферополе. По свидетельствам, обнаруженным исследователями в последние годы, репрессиям не подвергался: «В письме Управления ФСБ России по Омской области от 19. 05.2011, в частности, говорится: „По имеющимся сведениям — Гауш Александр Федорович, 1873 г. р., уроженец г. Ленинграда, был эвакуирован немцами вместе с женой в Австрию, до эвакуации проживал в Ялте, госпроверку проходил в ПФЛ № 301 (г. Нёйнкирхен, Австрия) по состоянию на 28.04.1946 г., вернулся в Крым“».
7 сентября 1947 года Александр Гауш трагически погиб в Симферополе, попав под трамвай. Захоронен на Старом симферопольском кладбище, что возле храма Всех Святых. В рамках юбилейных мероприятий, приуроченных к 140-летию со дня рождения художника, в 2013 году на могиле Гауша было установлено новое надгробие, на доме, где он провел последние годы жизни, была установлена мемориальная доска (на тот момент единственный мемориальный знак, посвященный Гаушу).
В 1992 в Русском музее в Петербурге прошла ретроспективная выставка художника, включавшая около 75 картин и рисунков, написанных, в основном, в петербургский период жизни художника.
Произведения Гауша находятся во многих музейных собраниях, в том числе в Государственной Третьяковской галерее, Государственном Русском музее, Государственном художественном музее Латвии в Риге, ГМИИ Республики Татарстан и в других музейных и частных коллекциях России, Украины, Армении, Казахстана.

## Творчество
- «Ветер» (1901) (в собрании Одесского художественного музея)
- «Большой дворец в Царском Селе», (1902)
- «Новгород», (1904)
- «Гвоздика», (1908)
- «Дождливый день» (1900-е) (в собрании Плёсского музея-заповедника)
- «Весна» (1911)
- «Старая дача» (ок.1913) (в собрании Новосибирского художественного музея)
- «Натюрморт. Драгоценные ткани» (1914) (в собрании Русского музея)
- «Осень в горах» (1915)
- «В Бахчисарае» (1927)
- «Камыш-Бурун» (1938)
- «Горное озеро» (в собрании Симферопольского художественного музея)
- «Судак. Генуэзская крепость» (в собрании Симферопольского художественного музея)
- «Бахчисарай. Торбэ» (в собрании ОХМ)
- «Старый Крым» (в собрании ОХМ)
- «Утро» (в собрании ОХМ)
- «Пейзаж с деревом» (в собрании ОХМ)
- «Пейзаж. Вечером» (в собрании Псковской картинной галереи)
- «Пейзаж. Облачно» (в собрании Псковской картинной галереи)
- «Цветы на русском платке» (в собрании Дома-музея Ф. И. Шаляпина в Санкт-Петербурге)
- «В усадьбе» (1910-е) (в собрании Омского музея изобразительных искусств имени М. А. Врубеля)
- «Северный пейзаж» (в собрании Бердянского художественного музея имени И. И. Бродского)
- «Снопы» (в собрании Бердянского художественного музея имени И. И. Бродского)